# Cryptanura compacta
Cryptanura compacta är en stekelart som först beskrevs av Cresson 1874.  Cryptanura compacta ingår i släktet Cryptanura och familjen brokparasitsteklar. Inga underarter finns listade i Catalogue of Life.